# Porto de Tuxpan
O Porto de Tuxpan é um porto marítimo fica às margens do rio Tuxpan à 12 km de onde ele se encontra com o Golfo do México, no centro-leste do México, costa do estado norte de Veracruz. Localizado a cerca de 150 km ao sul-sudeste do Porto de Tampico, o Puerto de Tuxpan é um importante centro de transporte industrial, e comercial.
Sua principal renda vem dos campos de petróleo próximos, para exportação. Outras exportações incluem milho, peixe, banana e gado, que são criadas no interior e transportados pelo Porto de Tuxpan. Com estaleiros localizados nas proximidades, o Porto de Tuxpan está ligado à Cidade do México e as cidades do sudoeste e litoral do país, por estrada e serviço aéreo.  Navios chegam ao Porto de Tuxpan via fluvial, ou através do canal interior a lagoa que atravessa os campos de petróleo a partir de Tampico.

## O Porto
O nome Tuxpan vem da língua Nahuatl dos antigos astecas, que significa "lugar de coelhos". Em 1956, Fidel Castro, Raul Castro, Che Guevara e outros revolucionários viajaram do Porto de Tuxpan no iate Granma, com o objetivo de derrubar o governo de Batista.

## Cómercio do Porto
A Administración Portuária Integral (API) de Tuxpan, é a autoridade portuária responsável pela gestão do Porto de Tuxpan  A (API) Tuxpan é uma empresa estatal financiada e regulamentada pelo governo federal mexicano. O Porto de Tuxpan é um porto comercial e de petróleo, e a (API) tem como objetivo oferecer serviços seguros e eficientes para seus clientes apoiar a comunidade, e ser ambientalmente responsável. A longo prazo, o Porto de Tuxpan espera ser um destino turístico de destaque no Golfo do México e um porto vital para a movimentação de contêineres, automóveis, petróleo e minerais a granel e produtos agrícolas.
Em 2012, o Porto de Tuxpan foi visitado por 457 navios, incluindo 115 de carga comercial e 342 navios de petróleo. O Porto de Tuxpan atualemte movienta, um total de 10,3 milhões de toneladas de carga, incluindo 7,9 milhões de toneladas de importações, 2,5 mil toneladas de exportações, e 2,4 milhões de toneladas de cabotagem. Dos 10,3 milhões de toneladas de carga que passam pelo Porto de Tuxpan em 2012, a grande maioria era de petróleo e produtos petrolíferos  com 9,1 milhões de toneladas. Outras cargas a granel agrícola incluídos somavam 686.1 mil toneladas, líquidos (203,6 mil toneladas, a granel mineral 179,2 mil toneladas, e carga geral solta 98,9 mil toneladas. O Porto de Tuxpan teve um manuseu de 27 mil TEUs de carga conteinizadas em 2012, incluindo 24 mil TEUs das importações e 3 mil TEUs de cabotagem.
O Porto de Tuxpan é uma porta entre rio-mar contendo terminais privados que competem entre si, o que resulta em alta produtividade e baixos custos, bem como um manuseamento seguro de produtos. É uma excelente localização estratégica e tem infra-estrutura moderna, eficaz e serviços de vincular o planalto central do México e do Vale do México os maiores consumidores e produtores no país.
Os principais parceiros do Porto de Tuxpan de negociação incluem nesta ordem de importância, os Estados Unidos, Canadá, Cuba, Porto Rico, Costa Rica, Trinidad y Tobago, Argentina, Chile, Brasil, a costa leste da África, França, Alemanha, e Espanha, bem como uma série de outros portos internacionais. O canal de acesso principal ao Porto de Tuxpan é 2.200 metros de comprimento e 12 metros de profundidade com uma largura de 150 metros, a infra-estrutura inclui dois armazéns. O armazém de trânsito abrange 3,6 mil metros quadrados e tem capacidade para 8 mil toneladas de carga. O segundo, para carga geral, abrange 6 mil metros quadrados e tem capacidade para 25 mil toneladas de carga. Também contém 90 mil metros quadrados de pátios para carga de reboques, outros veículos e serviços para os terminais portuários.
A marítima PEMEX Refinación Petroquímica Escolín, recebe, processa, armazena e produtos de petróleo. A ExxonMobil México opera um terminal que recebe produtos petroquímicos para a indústria de automóvel. A Feno Resinas recebe produtos petroquímicos em seu terminal. A SWECOMEX e Construcciones y Equipos Latinoamericanos, opera terminais especializados na construção e reparo de plataformas de petróleo, e da movimentação de carga de equipamentos de perfuração para a indústria petrolífera. A Smart Pass lida com uma variedade de produtos petroquímicos.
O Terminal Marítimo de Tuxpan opera um terminal de movimentação de carga geral e granel. A Compañía Terminal de Tuxpan opera um terminal de recepção, movimentação e armazenamento de granéis agrícolas e minerais. A Termínales Marítimas Transunisa recebe, alças e armazéns gerais, pesados, e todos os tipos de cargas a granel. A Transferencias Graneleras é especializada em produtos agrícolas a granel. O terminal marítimo do Porto de Tuxpan é operado por Relaminables DESGUACES Metálicos e que oferecem serviços marinhos, metal-mecânico de construção e reparos navais.